# Wolfhard von Augsburg

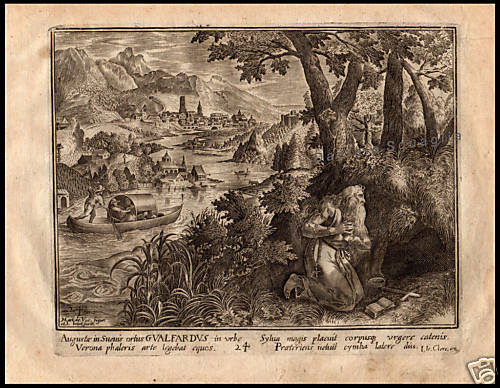
St. Gualfardus, Druckgraphik nach einer Zeichnung von Marten de Vos.

Wolfhard von Augsburg, lat. Gualfardus (* um 1070 in Augsburg; † 30. April 1127 in Curte-Regia bei Verona) gehört zu den Heiligen in der katholischen Kirche.

## Leben
Wolfhard eignete sich in jungen Jahren die Fertigkeiten eines Sattlers an und ging dann als Geselle auf Wanderschaft. Im Jahr 1096 oder 1097 erreichte er nach Überqueren der Alpen die Stadt Verona. Hier ging er nur kurze Zeit seinem erlernten Beruf nach. Wer oder was ihn bewogen hat, seine Habe an arme Leute zu verteilen, ist nicht überliefert. Die Bevölkerung schätzte ihn daraufhin als Wohltäter. Er zog sich als Eremit in einen an der Etsch gelegenen Wald zurück, wo er zwanzig Jahre zubrachte. Um das Jahr 1117 herum ließ sich Wolfhard im Kamaldulenserkloster San Salvatore in Curte-Regia als Rekluse einschließen. Er starb am 30. April 1127 und wurde auf dem Klosterareal bestattet.

## Reliquien
Die Gebeine des Heiligen wurden später vom Kloster in die Kirche San Fermo Maggiore in Verona übertragen. Seit dem 27. Oktober 1602 gibt es Reliquien von Wolfhard in Augsburg. Sie sind in der Kirche St. Sebastian aufbewahrt.

## Gedenktag
Am 27. Oktober gedenkt die katholische Kirche dieses Heiligen. Zudem ist er der Schutzpatron der Sattler.

## Ikonografie
Wolfhard wird dargestellt als Einsiedler in einer Flusslandschaft oder vereinzelt in einem Steinsarg liegend.

## Patrozinium
Das Patrozinium des hl. Wolfhard von Augsburg trägt die Kirche St. Wulphardi in Freiburg/Elbe.